# Lucas van Uden

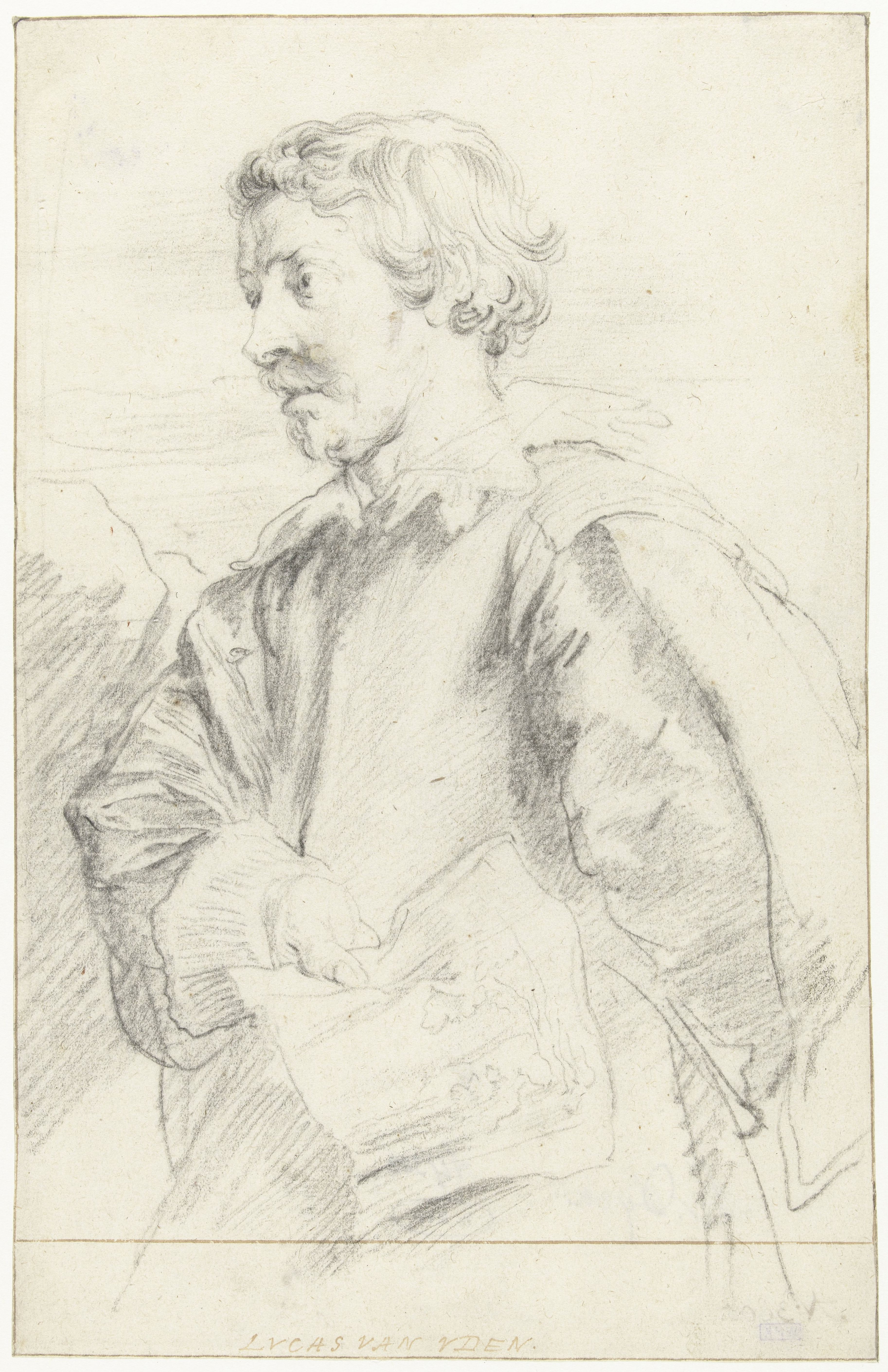
Lucas van Uden (Anthony van Dyck)

Lucas van Uden (* 18. Oktober 1595 in Antwerpen; † 4. November 1672 ebenda) war ein flämischer Maler und Radierer un Zeichner, der in Antwerpen lebte und arbeitete. Er war ein führender Landschaftsmaler, der mit verschiedenen lokalen Figurenmalern zusammenarbeitete. Seine originellsten Werke sind seine Zeichnungen.

## Leben
Lucas van Uden war der Sohn von Artus van Uden, Stadtmaler von Antwerpen, und Enkel von Pieter van Uden, Gründer einer Manufaktur von Wandteppiche und Seide in der Stadt. Lucas hatte einen Bruder Jacob, der ebenfalls Landschaftsmaler wurde. Lucas wurde vermutlich von seinem Vater ausgebildet, da er nie als Schüler der Antwerpener Lukasgilde registriert wurde. Er wurde 1626–27 in der Antwerpener Lukasgilde als „wijnmeester“ („Meister-Sohn“) eingeschrieben.
Lucas hatte eine außereheliche Beziehung mit Agatha Musson. Sie brachte am 24. Oktober 1620 einen Sohn zur Welt, der Lucas genannt wurde. Am 14. Februar 1627 heiratete Lucas van Uden Anna van Woelput (starb 1667), mit der er 8 Kinder hatte, von denen zwei vor der Heirat geboren wurden. Lucas hatte 1630 ein weiteres uneheliches Kind mit Willemijntje van den Brande.

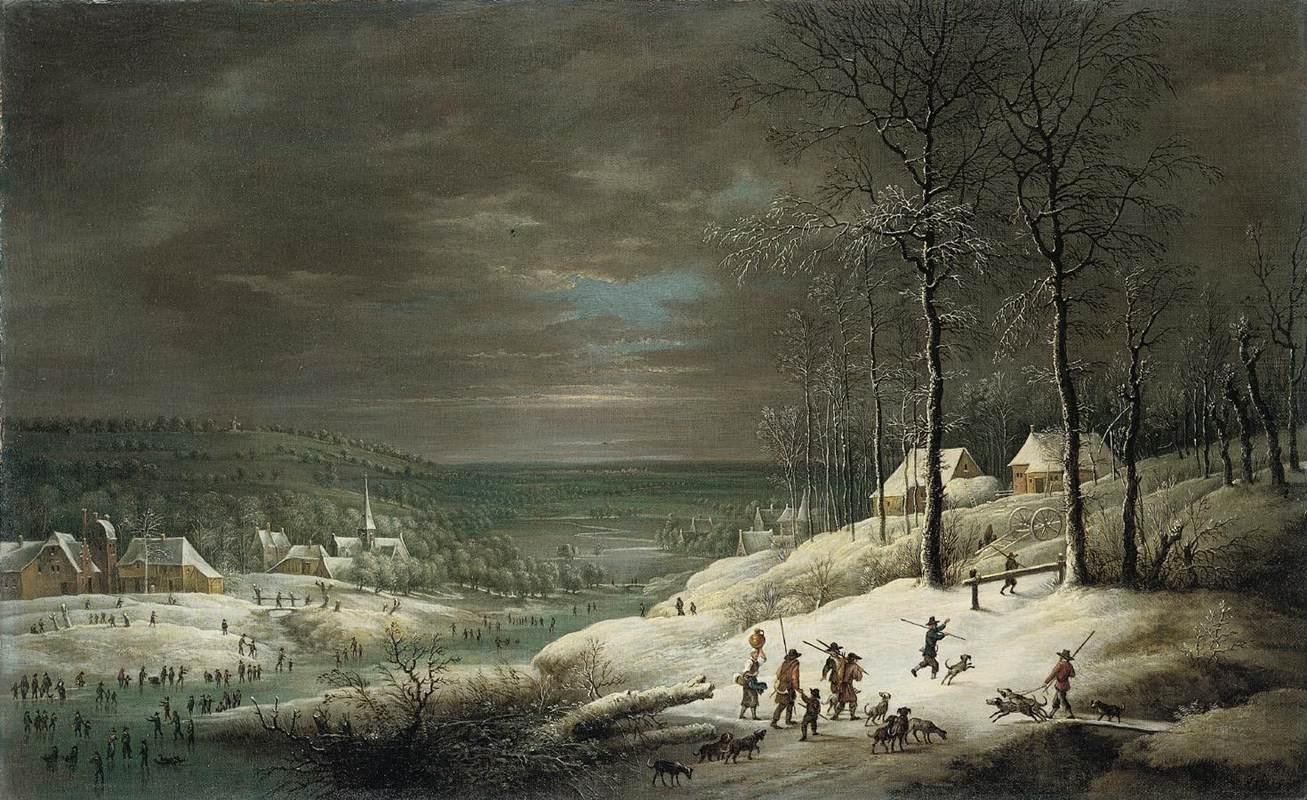
Winterlandschaft mit Jägern

Am 31. Dezember 1649 wurde er als nicht mehr in der Stadt lebend registriert.  Er war die meiste Zeit seines Lebens in Antwerpen tätig, mit Ausnahme einer Zeit um 1649, als er nicht mehr in der Stadt lebte. Er war sehr erfolgreich und konnte im Zentrum Antwerpens sehr komfortabel leben.
Er war der Lehrer von Jan Baptist Bonnecroy, Philips Augustijn Immenraet und Gillis Neyts. Wahrscheinlich bildete er auch seine Kinder aus. Seine Tochter Maria van Uden wurde Malerin und heiratete den Maler Charles Emmanuel Biset. Sein Sohn Adriaen war ebenfalls in Antwerpen als Maler tätig.

## Werke
Lucas van Uden war in erster Linie Landschaftsmaler. Einige seiner Landschaften waren Winterlandschaften.  Obwohl er nie zum Atelier von Peter Paul Rubens gehörte, sind seine Werke teilweise diesem führenden Antwerpener Meister zu verdanken. Seine Technik mit ihrer Liebe zum Detail, vor allem in seinen kleineren Werken, und seine Suche nach dekorativen Elementen in den größeren Gemälden stellen ihn in die gleiche Tradition wie Jan Brueghel den Älteren und Joos de Momper.  Er ist vorzugsweise dadurch bekannt geworden, dass er für Rubens und David Teniers dem Jüngeren Landschaften malte, die jene mit Figuren versahen.
Doch hat er auch zahlreiche selbstständige Landschaften nach Motiven aus Brabant und Flandern gemalt, deren Eigentümlichkeit in einer schlichten und treuen Auffassung beruht. Unter Rubens Einfluss wurde seine Färbung wärmer und reicher. Landschaften von ihm besitzen die Galerien zu Dresden, Petersburg, Brüssel, Frankfurt am Main, München, Antwerpen, Berlin, Wien u. a. Seine landschaftlichen Radierungen (etwa 30) sind mit überaus feiner Naturbeobachtung und zarter Nadel ausgeführt.

## Werke (Auswahl)
- Am Waldbach, 1656, Holz, 23 × 35 cm.
- Die Wassermühle, Leinwand, 158 × 181 cm.
- Gebirgige Strandlandschaft bei aufziehendem Gewitter, 1635, Holz, 40 × 58 cm.
- Landschaft mit »Flucht nach Ägypten«, Leinwand, 57 × 83 cm.
- Landschaft mit »Ruhe auf der Flucht«, 1654, Leinwand, 57 × 82 cm.
- Landschaft mit Fuhrwerken, Holz, 47 × 73 cm.
- Landschaft mit Göttermahl, Holz, 73 × 117 cm.
- Landschaft mit Holzfällern, Leinwand, 73 × 122 cm.
- Landschaft mit Schnitterinnen, Leinwand, 40 × 59 cm.
- Winterlandschaft, Holz, 17 × 24 cm.

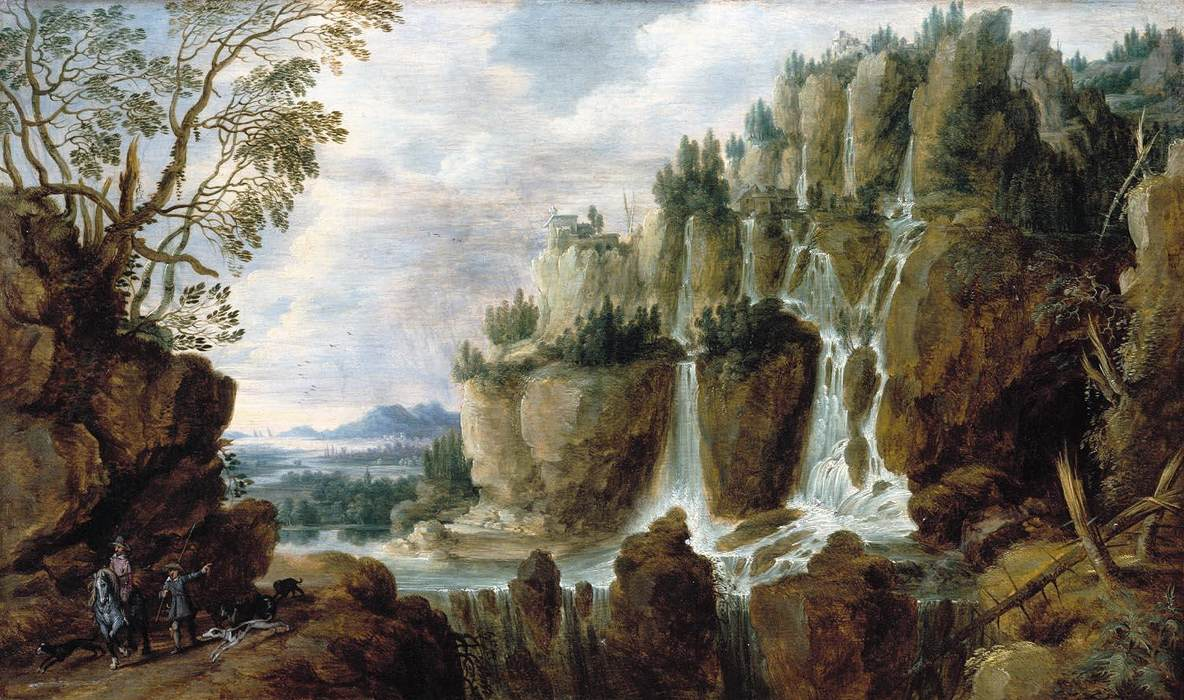
Alpine Landschaft
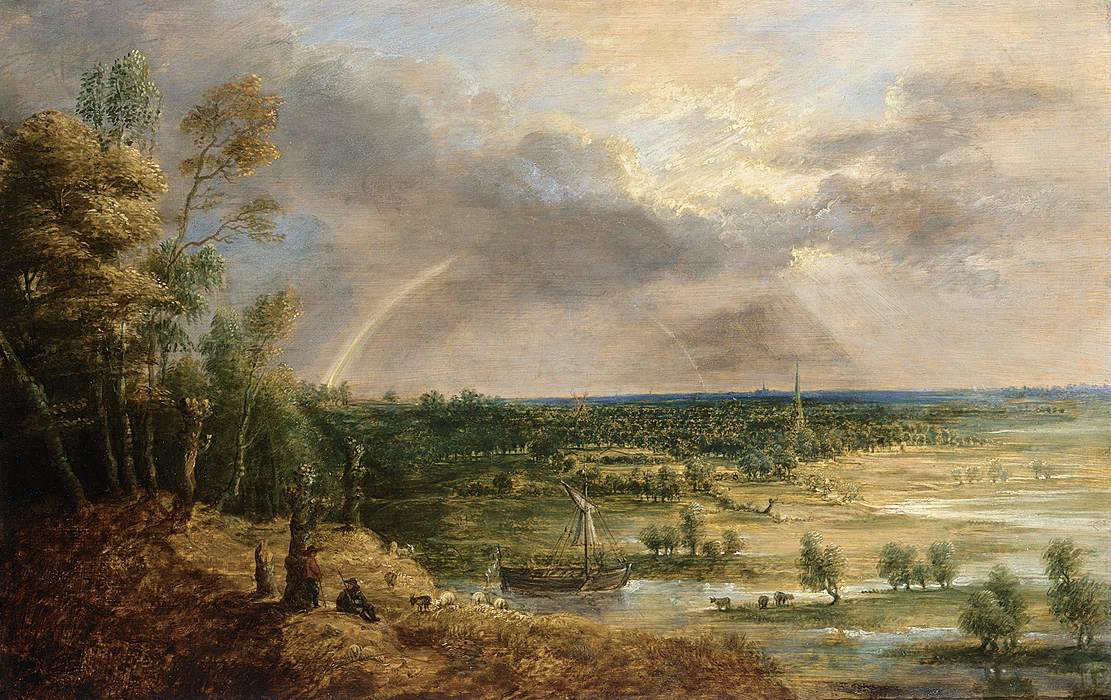
Fluss-Panorama
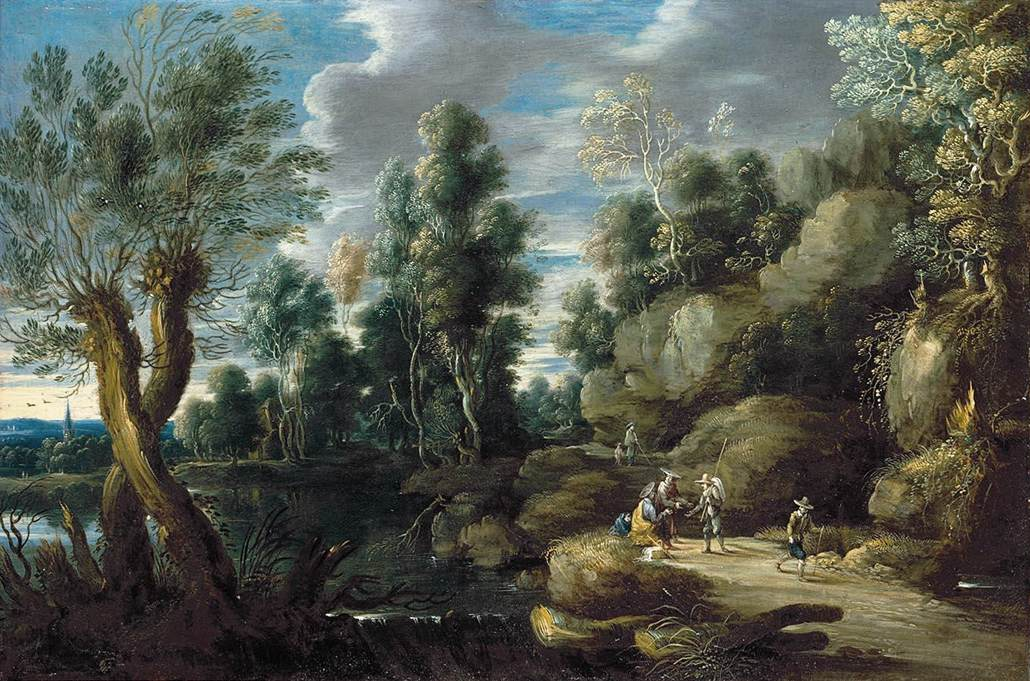
Flusslandschaft
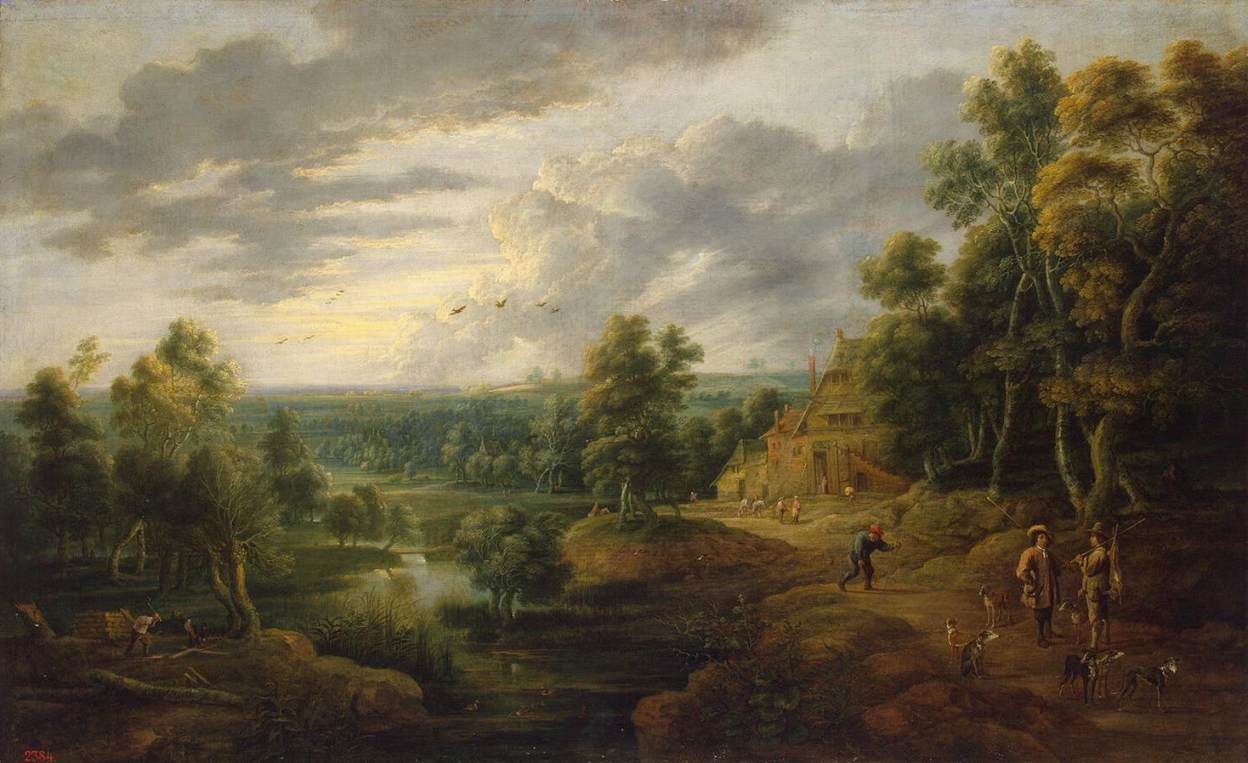
Landschaft mit Jägern